# Finlands svenska sång- och musikförbund
Finlands svenska sång- och musikförbund (FSSMF) är en samlande organisation för musikintresserade finlandssvenskar aktiva i körer, orkestrar och andra musikgrupper.
Antalet sångare och musikanter som är medlemmar är cirka 4 000. Inom FSSMF finns blandade körer, manskörer, damkörer, blåsorkestrar, stråkorkestrar och musikgrupper som består av barn- och ungdomar. FSSMF grundades år 1929 av de lokala sång- och musikförbunden i Finland. 
Förbundets verkställande och förvaltande myndighet är förbundsstyrelsen som består av en ordförande och högst 12 ledamöter. Den musikaliska ledningen handhas av ett musikutskott. 
Förbundets musiktidskrift Resonans utkommer med fyra nummer per år.